# 愛里 (1989年生のモデル)
愛里（あいり、1989年8月21日 - ）は千葉県出身のファッションモデル、タレント、女優。J&J所属。

## 来歴・人物
- 以前は田中 愛里（たなか あいり）の芸名で活動していた。
- 趣味は舞台鑑賞、読書、料理、手芸。特技は陸上競技、バレエ。
- ファッション雑誌『melon』や『Hana*chu→』のモデルやおはスタのおはガールスターフルー2として活動を行った後、non-noの専属モデルとして活動。

## テレビ
- 少女〜MISAKI〜 - （2003年10月 ‐ 12月）、テレビ東京
- おはスタ（2004年 - 2005年、テレビ東京）
- 大好き!五つ子GO!!（2005年、TBS、クラスメート役）
- 花より男子（第9話、2005年、TBS）
- 火曜ドラマゴールド『ビネツ〜美肌の誘惑 現代エステ大奥物語〜』（2006年、日本テレビ）
- ショートフィルム道「スパイ道ー女スパイ編」（第2話、2007年、BS-i）

## CM
- ジョンソン・エンド・ジョンソン 2Weekアキュビュー（2006年）岩田さゆりと共演